# José María Valiente
Valiente  Soriano est un nom espagnol. Le premier nom de famille, en général paternel, est Valiente ; le second, en général maternel, souvent omis, est Soriano.
José María Valiente Soriano, né à Chelva (Valence) le 18 novembre 1900 et mort à Valdecilla (es) (Cantabrie) le 7 décembre 1982, est un juriste et homme politique carliste, président du secrétariat national de la Communion traditionaliste entre 1955 et 1960 puis chef délégué du carlisme entre 1960 et 1967.